# Sulejmanovo gorovje
Sulejmanovo gorovje, znano tudi kot Kōh-e Sulaymān (beluško: کوهِ سليمان; »Gore preroka Salomona«) ali Da Kasē Ghrūna (paštunsko د كسې غرونه »Gore Kaes/Kasi«), je gorovje južni gorski sistem Hindukuša v Pakistanu in Afganistanu. Znano je tudi kot pogorje Aparančal ali Zahodno gorovje (sanskrt अपरा; romanizirano Aparā; dobesedno 'zahod'; आंचल; romanizirano ānčal; dobesedno 'gore' ali 'gorato območje'), saj označuje najbolj zahodno mejo Indijske podceline. Dviga se in tvori vzhodni rob Iranskega višavja. Razteza se v provincah Kandahar, Zabul in Paktia v Afganistanu, v Pakistanu pa se razteza čez severni del Beludžistana in Vaziristana ter Kuram v Khiber Pakhtunkhva. V jugozahodnem Pandžabu se gore razprostirajo v dveh okrožjih Dera Ghazi Kan in Radžanpur, ki sta zahodno od reke Ind na meji z Beludžistanom. Na vzhodu gore mejijo na ravnice doline reke Ind, na severu pa na sušno višavje osrednjega Hindukuša, katerega višine segajo do 3383 metrov. Celotno območje, na katerem se razteza to gorovje, obsega približno 6475 kvadratnih kilometrov. Skupaj z gorovjem Kirthar na meji med Beludžistanom in Sindom tvori Sulejmanovo gorovje tisto, kar je znano kot geološka provinca Sulejman-Kirthar.
Najbolj znan vrh je Takht-e-Sulejman z dvojnim vrhom ali prestol preroka Salomona na 3487 metrih, ki je blizu Darazinde v pododdelku Dera Ismail Kan, blizu meje z Južnim Vaziristanom in okrožjem Zhob v sosednji provinci Beludžistan. Najvišji vrh pa je Zarghun Ghar s 3578 metri blizu Kuette v Pakistanu. Naslednji najvišji vrh v provinci Beludžistan je hrib Khilafat s 3475 metri, ki je v okrožju Ziarat v Pakistanu in je znan po brinovem gozdu Ziarat, kjer rastejo drevesa Juniperus macropoda (perzijski brin).

## Geografija
Vzhodni rob Sulejmanovega gorovja poteka 450 km od prelaza Gomal v pakistanski provinci Khiber Pakhtunkhva do blizu mesta Džakobabad v provinci Sind in se nadalje razteza v jugozahodni Pandžab.
V Afganistanu se zahodni rob območja začne tik za severno provinco Loja Paktia, kjer se srečata z območjem Koh-i-Baba. Južno od tam se srečata z gorovjem Spin Ghar severovzhodno od Gardeza v provinci Paktia, proti zahodu pa se gorovje v Kandaharju jugozahodno postopoma spusti v Helmand in Sistansko kotlino.
Sulejmanovo gorovje in visoke planote zahodno od njega pomagajo tvoriti naravno oviro pred vlažnimi vetrovi, ki pihajo iz Indijskega oceana, kar ustvarja sušne razmere v južnem in osrednjem Afganistanu na zahodu in severu. V nasprotju s tem je razmeroma ravna in nizko ležeča delta Inda vzhodno in južno od gorovja.
Reke, ki odmakajo Sulejmanovo gorovje, so reko Gomal, ki teče proti vzhodu v reko Ind in reka Dori ter drugi majhni pritoki reke Arghandab, ki tečejo proti jugozahodu v reko Helmand.

## Geologija
Sulejmanovo gorovje je nastalo kot guba in nariv, ko je Indijska plošča trčila v Evrazijsko ploščo pred približno 30 milijoni let. Vrtenje Indijske plošče v nasprotni smeri urinega kazalca, ko je trčila v Evrazijsko ploščo, je povzročilo, da ima gorovje nekaj najbolj zapletenih tektonskih struktur na svetu, vključno z 'nalaganjem' narivnih prelomov. Kompleksni prelomni sistem je sposoben povzročiti dvojne potrese, ki preskočijo na druge prelome - kot je potres v Harnaiju leta 1997, v katerem je potres z magnitudo 7,1 sprožil potres z močjo 6,8 19 sekund kasneje na drugi prelomnici 50 kilometrov stran.
Območja v južnem delu gorovja vključujejo imbrikatno pahljačo rezin kamnin tesno vzporednih, omejenih z prelomi na obeh straneh vsake rezine. Vzdolž vzhodnega roba je Sulejmanova guba, območje znotraj Indijske plošče, sestavljeno iz sedimenta, ob katerem teče prelom Ornach Nal-Ghazaband-Chaman.

## Legende o Takht-e-Sulejmanu
Enega najvišjih vrhov Sulejmanovega gorovja, Takht-i Sulejman ('Salomonov prestol'), visok 3382 metrov, je Ibn Batuta zapisal kot Koh-i Sulaiman.
Legenda ga povezuje s prerokom Salomonom. Po legendi se je prerok Salomon povzpel na to goro in pogledal čez deželo južne Azije, ki je bila takrat prekrita s temo, in se tako obrnil nazaj, ne da bi se spustil na to novo mejo, in pustil le goro, ki je poimenovana po njem (kot povedal Ibn Batuta).
Po drugi legendi je Noetova barka po potopu pristala na Takht-i Sulejmanu.
Druga legenda pravi, da je Kais Abdur Rašid, ki naj bi bil legendarni prednik paštunskega naroda, pokopan na vrhu Takht-e-Sulejman, zato je lokalno znan tudi kot Da Kasī Ghar (د کسي غر, 'Kaisova gora') .
Po tej legendi so se njegovi potomci od tu selili proti zahodu, severu in jugu. Nekateri ljudje obiščejo kraj in žrtvujejo živali, običajno ovco ali kozo, na Kaisovi grobnici, da bi pomagali nahraniti revne. Izleti na goro se izvajajo večinoma poleti, saj od konca novembra do marca sneg otežuje plezanje.